# Il mistero dei capelli scomparsi
(Lacey Smithsonian)
Lacey Smithsonian - Il mistero dei capelli scomparsi (Killer Hair) è un film per la televisione statunitense del 2009 diretto da Jerry Ciccoritti.
Il film è tratto dalla collana Crimini d'alta moda (Crime of Fashion) di Ellen Byerrum, con protagonista la pungente giornalista d'alta moda ed aspirante investigatrice Lacey Smithsonian, interpretata nella pellicola da Maggie Lawson.

## Trama
Washington DC. Lacey Smithsonian è una irriverente e cinica giornalista che gestisce la rubrica "Crimini d'alta moda" su di un quotidiano locale ed è famosa tra le sue amicizie per aver lavorato in precedenza alla cronaca nera. Dopo che la stilista Angie Woods, nota per la grande abilità di parrucchiera, viene trovata morta in un salone di bellezza, lo Stylettos, con un rasoio in mano e i polsi tagliati, la polizia archivia il caso come un suicidio. Stella Lake, impiegata del salone ed amica di lunga data di Lacey, si convince tuttavia che si tratti in realtà di un omicidio a causa del taglio di capelli non professionale sfoggiato dalla donna al momento del ritrovamento; motivo per cui tenta di persuadere la riluttante amica ad indagare sul caso.
Dopo aver scoperto che il detective che si è occupato del caso era Vic Donovan, una sua vecchia fiamma, Lacey, più per ripicca che per convinzione, decide di assecondare il desiderio di Stella e far luce sul caso, anche grazie all'amica avvocatessa Brooke Barton. Indagando, Lacey fa emergere il precedente impiego di Angie come escort per un'agenzia clandestina che aveva per clienti numerosi personaggi influenti della politica. Appassionatasi sempre di più al caso, la reporter riesce a farselo ufficialmente assegnare dal suo caporedattore ed inizia a ricevere anche lettere minatorie e ciocche di capelli della stilista, i quali confermano le sue teorie.
Di li a breve viene trovata uccisa e senza capelli anche Tammi, un'altra dipendente dello Stylettos, fatto che porta la polizia a riaprire il caso di Angie Wood. Parallelamente al proseguire delle indagini inoltre, Lacey e Vic iniziano a riallacciare la loro vecchia relazione.
Ormai coinvolta personalmente ed emotivamente con l'indagine, Lacey viene aggredita in un parco dall'assassino, il quale le taglia una grossa ciocca di capelli ma non riesce ad ucciderla poiché messo in fuga dal sopraggiungere di un uomo con un cane. Decisa a non lasciare il caso nonostante i rischi e le pressioni fattegli dal suo caporedattore, Lacey continua l'indagine concentrandosi sull'agenda della proprietaria dell'agenzia di escort, Marcia Robinson, la quale è stata smarrita proprio all'interno dello Stylettos ed i cui nomi appuntativi sono tutti potenziali sospetti.
L'assassino miete nel frattempo una terza vittima: Boyd Radford, proprietario del salone, cui succede il figlio Beau, che Lacey riesce ad identificare come il vero colpevole degli omicidi. Il ragazzo infatti, cresciuto frustrato all'ombra del padre che non gli riconosceva particolari doti di parrucchiere relegandolo al semplice ruolo di shampista, ha sviluppato un'ossessione morbosa per i capelli, arrivando ad uccidere delle persone pur di impossessarsi delle loro chiome ed in seguito farne dei "trofei" indossandoli come extension. Raggiunto Beau al City Fashion Show, la più importante sfilata di moda dell'anno, Lacey riesce ad estorcergli una confessione ed ha in seguito una colluttazione con lui durante la quale riesce fortunosamente a trafiggerlo al ventre con delle forbici.
Incastrati Beau e sua madre Josette, complice degli omicidi poiché desiderosa di impossessarsi dell'agenda di Marcia Robinson; Stella acquista Stylettos e Lacey, divenuta una celebrità del giornalismo, riesce ad ottenere più spazio nella sua rubrica, decisa a continuare a scrivere i suoi «articoli di cronaca nera dallo stile accattivante».

## Distribuzione
Negli Stati Uniti il film è stato trasmesso per la prima volta da Lifetime il 21 giugno 2009, mentre in Italia da Rai 2 il 23 maggio 2010.

## Sequel
Il film ha avuto un sequel, Sfilata con delitto (Hostile Makeover), pubblicato anch'esso nel 2009, fatto dovuto all'idea originale di adattare l'intera collana in una serie televisiva.